# Departamento de Magallanes
El Departamento de Magallanes, fue un antiguo departamento chileno que se ubicó en la provincia de igual nombre, cuya comuna cabecera departamental fue la ciudad de Punta Arenas.

## Formación Departamental
La zona fue colonizada durante la última parte del siglo XIX, como consecuencia de la creación de estancias en sectores como Navarino, Puerto Toro y Río Seco, que se centraban en el comercio y desarrollo del antiguo fuerte de Punta Arenas, la ciudad principal de la zona austral.
El Decreto N° 8.583 del 30 de diciembre de 1927 dispone la creación y división de carácter departamental y comunal de las ciudades de la zona austral. En esta ley el Departamento de Magallanes se funda comprendiendo las comunas de Río Verde, San Gregorio y Río Chico (llamada posteriormente Morro Chico), que formarán una sola agrupación municipal, cuya cabecera sería la ciudad de Punta Arenas.